# Stiksteek

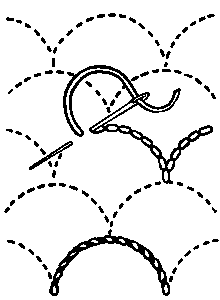
Stiksteek toegepast als versiering

De stiksteek is een korte borduursteek die verschillende toepassingen kent, maar ook een steek die veel in naaiwerk wordt gebruikt, met name voor naden die gemakkelijker met de hand gemaakt kunnen worden dan met een naaimachine. De steken zijn over het algemeen ca. 3 mm lang. Een rechtshandige persoon naait de stiksteek van rechts naar links, waarbij echter steeds teruggestoken wordt. Aan de goede kant van het werk zit er geen ruimte tussen de stiksteken. Aan de achterzijde van het werk overlappen de stiksteken elkaar. Een veel gebruikte variant als siersteek is de steelsteek.

## Toepassingen

### Naaisteek
De stiksteek wordt gebruikt om naden te maken, hetgeen ook wel stikken genoemd wordt. Een handmatig uitgevoerde steek wordt in feite dubbel uitgevoerd, waardoor een gelijkmatige en sterke verbinding ontstaat. De dubbele steken zitten aan de achterzijde van het werk.
De stiksteek kan ook machinaal worden uitgevoerd, met behulp van een naaimachine. Hierbij worden een boven- en onderdraad om elkaar heen gewikkeld met behulp van een spoeltje, waardoor er onder en boven een enkele lijn ontstaat.

### Borduursteek
De stiksteek kan ook als versiering worden gebruikt. Er ontstaat een dunne, sierlijke lijn, die bijvoorbeeld gebruikt wordt als omlijning van details. Een variant is de omgeslingerde stiksteek. Een eerder gemaakte rij stiksteken wordt met een andere draad omslingerd, waardoor er een duidelijkere, dikkere, geborduurde lijn of contour ontstaat.

## Werkwijze
Bij het toepassen van de handmatige stiksteek worden meestal eerst de twee aan elkaar te stikken delen met spelden op elkaar gespeld. Rechtshandige personen werken van rechts naar links.
Bij de eerste steek wordt de naald van achter naar voren gestoken (punt 1 in de afbeelding).
Daarna wordt de naald van punt 2 achterlangs naar punt 3 gestoken, door de twee lagen heen. Dit gebeurt in één beweging. Daarna wordt de draad doorgetrokken. De volgende steek wordt gemaakt door halverwege vorige steek (punt 4) weer in de stof te steken en bij punt 5 weer naar boven te komen. Doordat telkens een even lange steek gemaakt wordt, komt de naald weer terug voorbij de vorige steek.